# 하타부역
하타부역(일본어: 幡生駅 하타부에키[*])은 일본 야마구치현 시모노세키시에 있는 서일본 여객철도 · 일본화물철도의 역이다. 산요 본선의 소속 역이며, 이 역을 종점으로 하는 산인 본선의 노선이 상호 운행되고 있지만, 운전 거리상 시모노세키역까지 운행되고 있다.

## 타는 곳
| 플랫폼 | 노선        | 방향   | 행선지                         | 비고                          |
| ------ | ----------- | ------ | ------------------------------ | ----------------------------- |
| 1      | ■ 산요 본선 | 하행선 | 시모노세키 방면                | 산요 본선 신야마구치 방면부터 |
| 2      | ■ 산인 본선 | 하행선 | 시모노세키 방면                | 산인 본선 고구시 방면부터     |
| 3      | ■ 산인 본선 | 상행선 | 고구시 · 나가토시 방면         |                               |
| 4      | ■ 산요 본선 | 상행선 | 신시모노세키 · 신야마구치 방면 |                               |

### 하타부 조차장
하타부 역 - 시모노세키 역 사이에는, 일본화물철도의 하타부 조차장이 있다. 정식으로는 하타부 역 구내만 취급이다. 하타부 기관구를 병설하지만, 승무원 구소로 차량의 배치는 없다. 이 조차장으로 전기 기관구의 교환을 실시하기 때문에, 모두의 화물열차가 운전 정지를 한다. 또한, 시모노세키 역으로 향하는 화물열차의 중계점으로 되어 있다.
- 2 · 3번선 : 하행 열차 전용
- 4번선 : 상하 공용 · 출구 기관구와 기관차의 기회로서 사용
- 5 · 6번선 : 해결선 · 유치선으로서 사용
- 7 · 8번선 : 상행 열차 전용

## 이용 현황
| 연도     | 하루 평균 승차 인원 | 연도     | 하루 평균 승차 인원 |
| 2000년도 | 3,303명             | 2006년도 | 2,792명             |
| 2001년도 | 3,242명             | 2007년도 | 2,793명             |
| 2002년도 | 3,189명             | 2008년도 | 2,838명             |
| 2003년도 | 3,165명             | 2009년도 | 2,844명             |
| 2004년도 | 3,007명             | 2010년도 | 2,898명             |
| 2005년도 | 2,858명             |          |                     |
| -------- | ------------------- | -------- | ------------------- |

## 역 주변
- 시모노세키 시립 대학
- 야마다 전기 테크랜드 시모노세키점

## 인접 정차역
| 서일본 여객철도 산요 본선 | 서일본 여객철도 산요 본선 | 서일본 여객철도 산요 본선 |
| ------------------------- | ------------------------- | ------------------------- |
| 신시모노세키 고베 방면    | ■ 산요 본선               | 시모노세키 모지 방면      |
| 서일본 여객철도 산인 본선 |                           |                           |
| 아이라기 교토 방면        | ■ 산인 본선               | 시·종착역                 |